# 1621 Druzhba
1621 Druzhba (1926 TM) là một tiểu hành tinh vành đai chính được phát hiện ngày 1 tháng 10 năm 1926 bởi S. Belyavskij ở Simeis.